# Манускрипте (награда)
Литературната награда „Манускрипте“ (на немски: Manuskripte-Preis) е учредена през 1981 г. от провинция Щирия и отличава писатели, които са във връзка със сп. манускрипте и са публикували творби в областта на поезията, прозата, драмата или есеистиката.
Първоначално отличието се присъжда ежегодно, след 2002 г. – на всеки две години, а след 2007 г. – на всеки три години.
След 2012 г. наградата е на стойност 10 000 €.

## Носители на наградата (подбор)
- Алфред Колерич (1981)
- Ернст Яндл (1982)
- Урс Видмер (1983)
- Герт Йонке (1984)
- Ханс Карл Артман (1986)
- Волфганг Бауер (1987)
- Барбара Фришмут (1988)
- Петер Уотърхаус (1989)
- Герхард Рот (1991)
- Фридерике Майрьокер (1993)
- Йозеф Винклер (1996)
- Елфриде Йелинек (2000)
- Освалд Винер (2006)
- Томас Щангл (2009)
- Моник Швитер (2013)